# Touré Lobbo Traoré
 (décembre 2024).
La mise en forme du texte ne suit pas les recommandations de Wikipédia : il faut le « wikifier ».
Les points d'amélioration suivants sont les cas les plus fréquents :
- Les titres sont pré-formatés par le logiciel. Ils ne sont ni en capitales, ni en gras.
- Le texte ne doit pas être écrit en capitales (les noms de famille non plus), ni en gras, ni en italique, ni en « petit »…
- Le gras n'est utilisé que pour surligner le titre de l'article dans l'introduction, une seule fois.
- L'italique est rarement utilisé : mots en langue étrangère, titres d'œuvres, noms de bateaux, etc.
- Les citations ne sont pas en italique mais en corps de texte normal. Elles sont entourées par des guillemets français : « et ».
- Les listes à puces sont à éviter, des paragraphes rédigés étant largement préférés. Les tableaux sont à réserver à la présentation de données structurées (résultats, etc.).
- Les appels de note de bas de page (petits chiffres en exposant, introduits par l'outil «  Source ») sont à placer entre la fin de phrase et le point final[comme ça].
- Les liens internes (vers d'autres articles de Wikipédia) sont à choisir avec parcimonie. Créez des liens vers des articles approfondissant le sujet. Les termes génériques sans rapport avec le sujet sont à éviter, ainsi que les répétitions de liens vers un même terme.
- Les liens externes sont à placer uniquement dans une section « Liens externes », à la fin de l'article. Ces liens sont à choisir avec parcimonie suivant les règles définies. Si un lien sert de source à l'article, son insertion dans le texte est à faire par les notes de bas de page.
- La présentation des références doit suivre les conventions bibliographiques. Il est recommandé d'utiliser les modèles {{Ouvrage}}, {{Chapitre}}, {{Article}}, {{Lien web}} et/ou {{Bibliographie}}. Le mode d'édition visuel peut mettre en forme automatiquement les références.
- Insérer une infobox (cadre d'informations à droite) n'est pas obligatoire pour parachever la mise en page.

Pour une aide détaillée, merci de consulter Aide:Wikification.
Si vous pensez que ces points ont été résolus, vous pouvez retirer ce bandeau et améliorer la mise en forme d'un autre article.
Touré Lobbo Traoré, née Lobbo Traoré, est la Première Dame du Mali en 1992 et 1993, puis de 2002 à 2012, quand son mari Amadou Toumani Touré est au pouvoir. Elle est également présidente de la Fondation pour l’Enfance du Mali depuis 2002.

## Biographie
Après des études à l’Ecole Secondaire de la Santé de Bamako, Lobbo Traoré obtient en 1976 son diplôme de sage-femme. Elle pratique ainsi ce métier de 1978 à 2002 à la maternité du Camp I de Bamako. Elle y devient Maîtresse sage-femme en 1991. Cependant, elle prend ses distances avec cette fonction en 1991 et 1992, lorsque son mari Amadou Toumani Traoré devient Chef d’Etat.
Le 17 juillet 2002, désormais Première Dame du Mali, elle prend la tête de la Fondation pour l’Enfance, créée en 1993. Avec cette structure caritative, elle lutte pour le développement économique et social des populations défavorisées maliennes, et en particulier les mères, les enfants et les jeunes. Cela passe notamment par une meilleure protection de l’environnement, l’application locale de plans continentaux, et la facilitation de l’accès à l’éducation et à la santé.
Son passé de sage-femme, son rôle de Première Dame et sa générosité en tant que présidente de la Fondation pour l’Enfance lui attirent le surnom de “Dame de Coeur”.

## Œuvres pour la santé
Les œuvres de Touré Lobbo Traoré en faveur des personnes issues de milieux défavorisés la rendent très populaire au Mali. Elle se penche notamment sur la santé des femmes et des enfants. Depuis 2002, elle est à la tête de la Fondation pour l’Enfance – rebaptisée Fondation Amadou Toumani Touré pour l’Enfance après la disparition de celui-ci en 2019. Cette fondation mène de nombreuses actions, telles que l’opération Ramadan et le mois de la Solidarité. Ces opérations ont lieu chaque année, et Touré Lobbo Traoré y participe activement.
Sous sa présidence, entre 2002 et 2007, la Fondation pour l’Enfance a connu des résultats probants, Elle a notamment contribué à l’inscription à l’école de plus de 10 000 enfants issus de familles défavorisées, à la construction de 29 centres de santé communautaires, à la gratuité des soins pour les populations les plus défavorisées, ou encore à la lutte contre le SIDA.
Alors qu’elle occupe la fonction de Première Dame depuis huit ans, Touré Lobbo Traoré fait lieu des progrès du Mali au cours de la Revue Finale de la Vision 2010 sur la réduction de la mortalité maternelle et néonatale, un de ses principaux combats. Elle déclare ainsi que la césarienne est gratuite au Mali depuis 2002, de même que le traitement du paludisme pour les femmes enceintes et les enfants de 0 à 5 ans, ainsi que les antirétroviraux depuis 2006. Elle souligne également l’existence de 300 centres de prévention de la transmission du VIH-Sida de la mère à l’enfant.
En 2011 notamment, la Fondation pour l’Enfance fait des dons pour une valeur de plus de 330 millions de Francs CFA dans le cadre du mois de la Solidarité. Ces dons ont été octroyés à des associations de bienfaisance, des groupements de femmes ou encore à des orphelinats, sous forme de denrées alimentaires et de matériel agricole ou médical,.
En 2018 ouvre l’Hôpital Mère-Enfant “Le Luxembourg” de la volonté de Touré Lobbo Traoré. Ce centre de chirurgie cardiaque, orienté vers la pédiatrie, permet de suivre et de soigner de nombreux enfants malades du cœur.
En 2019, elle et son mari Amadou Toumani Traoré prennent en charge l’opération cardiaque d’un étudiant défavorisé âgé de 19 ans. Cette opération, qui a coûté 3,5 millions de Francs CFA, a sauvé la vie du jeune homme.
En 2023, lors de la troisième commémoration de la disparition du général Amadou Toumani Traoré, la Fondation ATT pour l’Enfance et la famille fait des dons pour plus de 160 millions de Francs CFA à des familles vulnérables, des associations féminines, des centres psychoéducatifs, et des centres de formation.

## En politique
Les actions menées par Touré Lobbo Traoré en tant que Première Dame et présidente de la Fondation pour l’Enfance la mettent en avant sur le plan médiatique, et il se dit qu’elle pourrait présenter sa candidature sous l’étiquette du PDES (Parti pour le Développement Economique et de la Solidarité), lors des élections présidentielles de 2012. Cela s’inscrit également dans un contexte de tension politique. Il n’en sera finalement rien, à la suite d'un coup d'État.

## Distinction honorifique
Grand officier de l’Ordre national du Mali, 2021